# Maksymilian Gierymski
Maksymilian Dionizy Gierymski, född 15 oktober 1846 i Warszawa, död 16 september 1874 i Reichenhall, var en polsk målare. Han var bror till Aleksander Gierymski.
Gierymski var en av sin tids främsta landskapsmålare, utbildad i den franska skolan. År 1870 fick han guldmedalj i London för Ulaner på snön och 1872 guldmedalj i Berlin för Förstadsgata. Hans bilder av jakter, skogar och flodlandskap kännetecknas av naturtrohet och harmonisk kolorit.